# NGC 6088
NGC 6088 é uma galáxia espiral na direção da constelação de Draco. O objeto foi descoberto pelo astrônomo William Herschel em 1789, usando um telescópio refletor com abertura de 18,7 polegadas. Devido a sua moderada magnitude aparente (+15,2), é visível apenas com telescópios amadores ou com equipamentos superiores. 